# Rodolfo Volk
Rodolfo Volk, de vegades escrit Rodolfo Wolk o italianitzat Rodolfo Folchi, Fiume (14 de gener de 1906 - Nemi, 2 d'octubre de 1983), fou un futbolista italià d'ascendència eslovena.
Va néixer a Fiume (actual Rijeka) el 1906. El primer club on destacà fou la US Fiumana, el club de la seva ciutat natal. També jugà a l'ACF Fiorentina mentre feia el servei militar. Aquests anys va jugar amb el fals cognom de Bolteni, ja que en aquells temps estava prohibit fer qualsevol altra activitat durant aquest període.
El 1928 fitxà per la recentment constituïda AS Roma on esdevingué un dels principals jugadors dels anys 20 i 30. Fou l'autor del primer gol del Campo Testaccio, el primer estadi del club. En total jugà 150 amb el club romà i marcà 103 gols.
Fou el màxim golejador de la lliga italiana de futbol la temporada 1930-31 amb 29 gols en 33 partits, temporada on la Roma finalitzà segona. Deixà el club el 1933 a causa de problemes personals amb Enrique Guaita i Elvio Banchero i fitxà pel Pisa Calcio.
Disputà 5 partits i marcà 5 gols amb la selecció italiana B.